# Ancylorhynchus braunsi
Ancylorhynchus braunsi là một loài ruồi trong họ Asilidae. Ancylorhynchus braunsi được Bromley miêu tả năm 1936. Loài này phân bố ở vùng nhiệt đới châu Phi.